# The View
The View er et amerikansk talkshow, der havde premiere den 11. august 1997 på ABC som en del af netværkets programmeringsblok i dagtimerne.